# Паньково (Старицкий район)

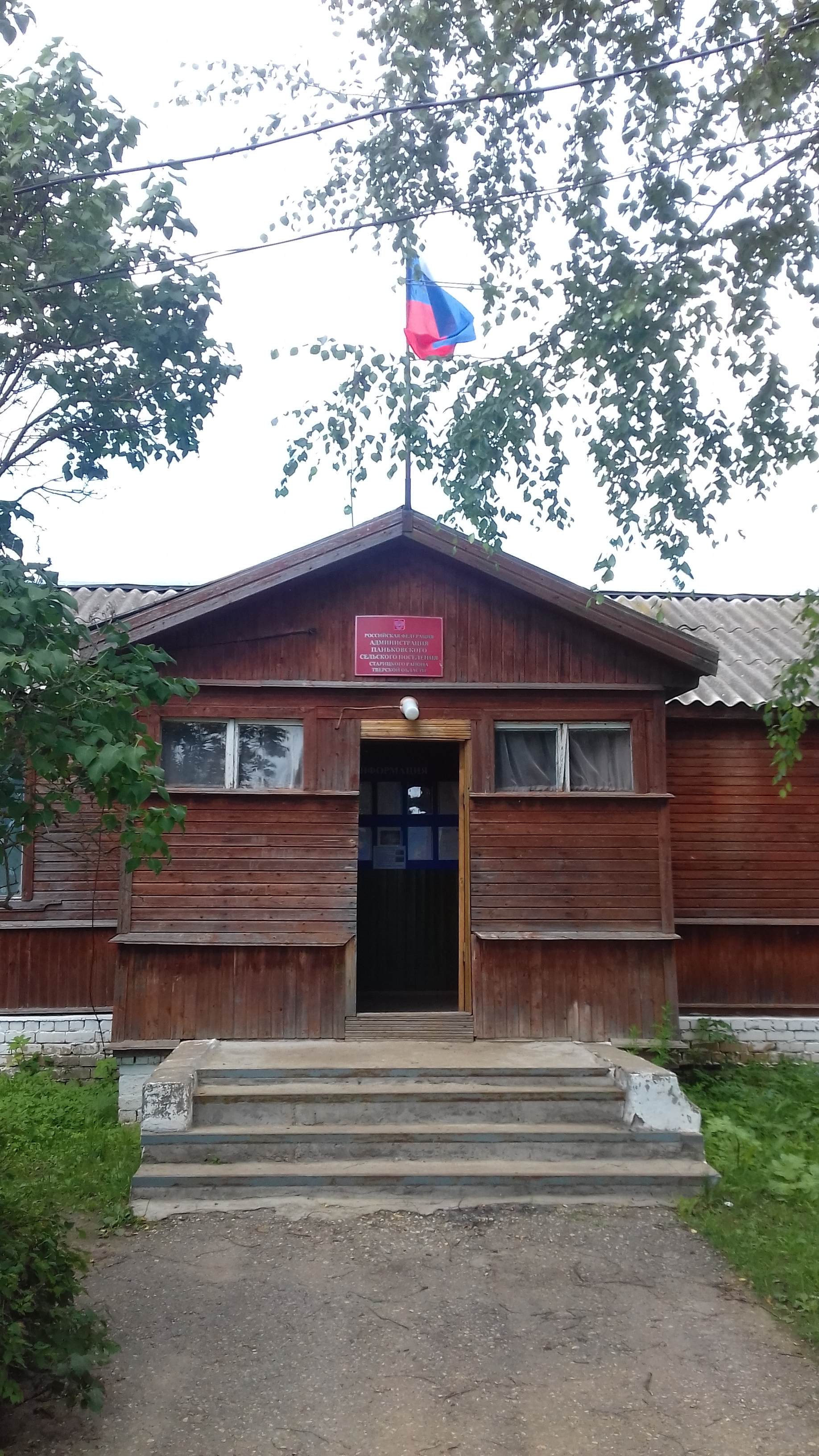
Здание администрации сельского поселения «Паньково».

Панько́во — деревня в Старицком районе Тверской области. Административный центр сельского поселения «Паньково». До 2006 года — в составе Паньковского сельского округа.
Расположена в 10 километрах к северу от районного центра Старица и в 3 километрах от реки Волга, на берегу её притока Холохольни.
Население по переписи 2010 года — 363 человека.
В деревне имеются улицы Молодёжная, Полевая, Радужная, Советская, Школьная и Советский переулок.

## История

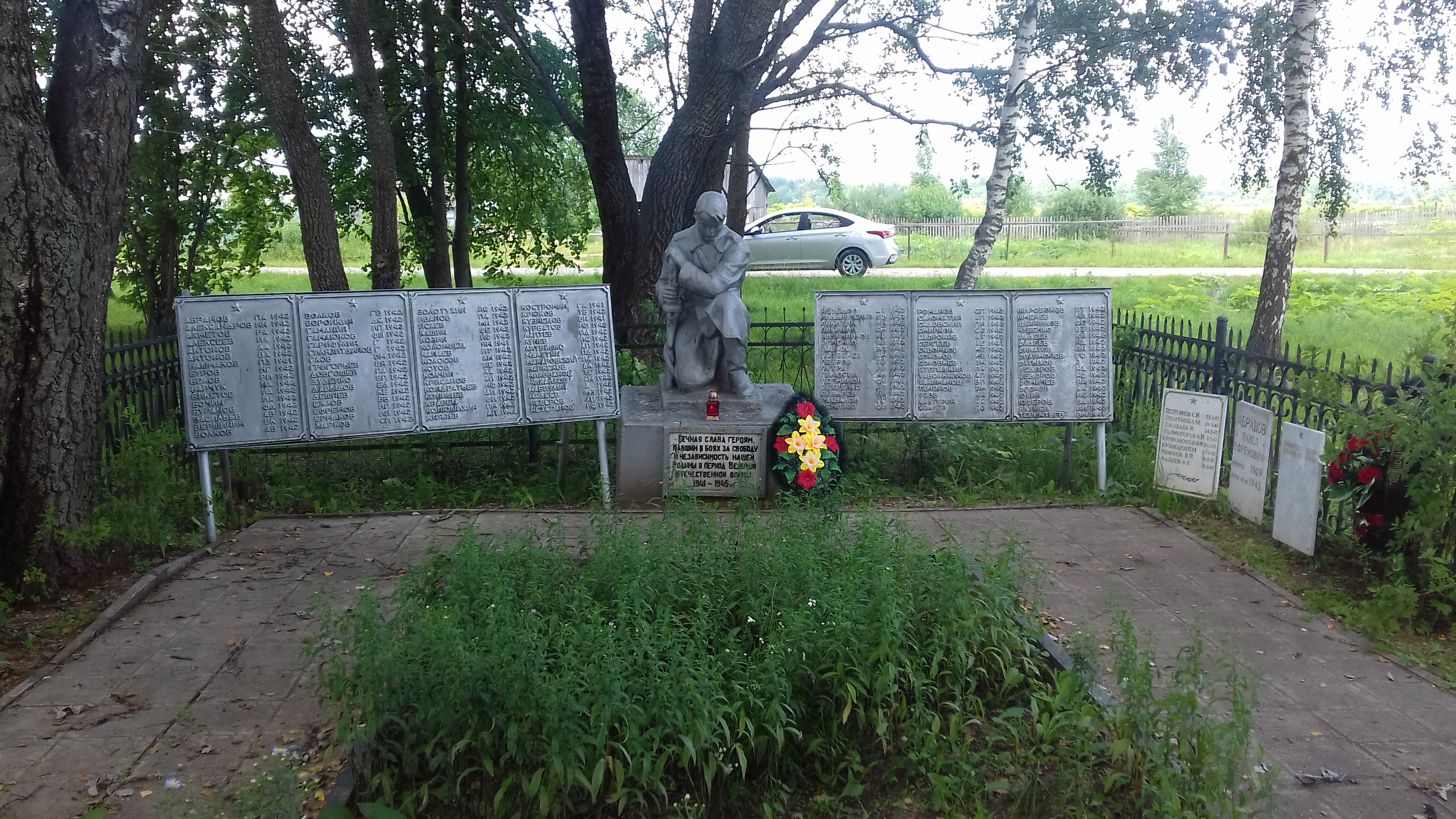
Братская могила в Паньково

В середине XIX века Паньково относилось к Городковскому приходу Прасковьинской волости Старицкого уезда. Тогда Паньково и земли окрестных деревень принадлежали помещикам Кротовым, Голубковым, Казнаковым, Головиным.
В 1859 году в Паньково был 31 двор и 172 жителя, в 1886 году их число возросло до 45 дворов и 306 жителей. Жители Паньково занимались земледелием, скотоводством и торговлей.
В 1919 году Паньково стало центром Паньковского сельсовета Прасковьинской волости Старицкого уезда и насчитывало тогда 60 дворов и 215 жителей.
Во время Великой Отечественной войны в окрестностях Паньково шли ожесточённые бои. 31 декабря 1941 года части 174-й стрелковой дивизии вместе с 908-м и 915-м полками 246-й стрелковой дивизии освободили Паньково и окрестные деревни. С октября 1941 года в Паньково находится братская могила воинов, павших в Великую Отечественную войну.
В советское время в деревне размещалось правление колхоза «Искра», АТС, неполная средняя школа, детский сад, дом народного творчества, библиотека, медпункт, отделение связи, столовая, магазин.
В 1997 году в деревне насчитывались 103 хозяйства и 320 жителей.

## Население
| 1859 | 1886 | 1919 | 1997 | 2002 | 2008 | 2010 |
| ---- | ---- | ---- | ---- | ---- | ---- | ---- |
| 203  | ↗306 | ↘215 | ↗320 | ↗321 | ↗356 | ↗363 |

## Инфраструктура
В деревне имеются Паньковская основная общеобразовательная школа (открыта в 1979 году), детский сад, кабинет врача общей практики, отделение почтовой связи.